# Joan Massot i Rodamilans
Joan Masot i Rodamilans (Barcelona, 21 de maig de 1900 - Isle Adam, Val d'Oise, 1988) fou un independentista català, membre destacat del Consell Nacional Català (CNC). La voluntat d'independència de la Nació Catalana la primera meitat del segle XX té un nom: Francesc Macià. Qui en va recollir tota la intensitat de sentiment i envergadura per arribar a bon port va ser Joan Massot i Rodamilans. Macià comptava amb una certa aquiescència de França, mentre Massot treballava a fons perquè fos França, pel seu interès estratègic i des del que hi ha de no jacobinisme –polítics occitans inclosos–, la que n'agafés la iniciativa. El suport a Catalunya mateix: tot el que hi hagués de macianisme a Espanya. El gran trasbals de les guerres civil i mundial, més les successives crisis del franquisme, n'abonaven les possibilitats.

## Biografia
Fill d'Onofre Masot i Roig, natural de Juneda, i de Maria Rodamilans i Fontanet de les Borges Blanques neix al carrer Ramalleras, 10-3 de Barcelona el 21 de maig de 1900. El 1916 va ingressar a les Joventuts Nacionalistes de la Lliga, després d'haver residit set anys a l'Argentina. Posteriorment, es va afiliar a Estat Català i l'any 1922 es va establir a París. Fidel a Francesc Macià, l'any 1924 es va incorporar al moviment d'Estat Català. Va prestar una activa ajuda als exiliats de la guerra civil. L'any 1945 va fundar el Casal de Catalunya de París, del qual va ésser també president. Amb Lluís Esteva i Cruañas va publicar el butlletí Estat Català (1955-1959). L'any 1956 va ésser nomenat secretari delegat a l'exterior d'Estat Català i va col·laborar amb Josep Maria Batista i Roca en la reivindicació del reconeixement i de les llibertats de Catalunya davant la UNESCO l'any 1958.

## Fons personal
El seu fons personal es conserva a l'Arxiu Nacional de Catalunya, en virtut de la donació de Jordi Arquer a l'ANC el 2 de gener de 1981. El fons conté la documentació generada i rebuda per Joan Massot; es tracta, bàsicament, de documentació relacionada amb la seva activitat política (sobre l'organització d'Estat Català) i associativa (sobre els Jocs Florals de la llengua catalana, sobre diverses associacions catalanes a l'exili i sobre la UNESCO). Del conjunt de tota la documentació destaca la sèrie de dossiers que aplega documentació de diversa temàtica (política, social i cultural), la correspondència i les publicacions periòdiques.